# Чёрный орёл (фильм, 1988)
«Чёрный орёл» (англ. Black Eagle) — американский художественный фильм в жанре боевика, поставленный режиссёром Эриком Карсоном.
В главных ролях снялись Сё Косуги и Жан-Клод Ван Дамм.

## Сюжет
Специальный агент ЦРУ Кен Тани, японец по происхождению и мастер рукопашного боя, приезжает на Мальту под кодовым именем «Чёрный орёл», чтобы помешать КГБ захватить сверхсекретное новое лазерное устройство.
С этого дня спокойная жизнь для обитателей острова закончилась: взрывы, погони, убийства, похищения детей.

## В ролях
| Актёр                 | Роль                            |
| --------------------- | ------------------------------- |
| Сё Косуги             | Кен Тани                        |
| Жан-Клод Ван Дамм     | Андрей                          |
| Владимир Скомаровский | полковник КГБ Владимир Клименко |
| Кейн Косуги           | Брайан Тани                     |
| Шейн Косуги           | Денни Тани                      |
| Доран Кларк           | Патриция Паркер                 |
| Брюс Френч            | отец Джозеф                     |
| Вильям Вассетт        | Дин Риккерт                     |
| Дорота Пазио          | Наташа                          |
| Ян Тршиска            | капитан Валерий                 |
| Джин Дэвис            | Стив Хендерсон                  |
| Эрик Карсон           | директор ЦРУ                    |
| Джози Коппини         | русский посол                   |
| Годфри Беццина        | Юрий                            |
| Кевин Монреаль        | Григорий                        |

## Производство
Съёмки фильма проходили на Мальте.

## Отзывы
Обозреватель газеты Orlando Sentinel Дж. Б. Бриггс отнёс кинокартину к «тому разряду фильмов, в котором режиссёр настолько сильно задумывается о сюжете, что к моменту окончания съёмок невозможно понять, что в нём происходит».
Роджер Херлберт из газеты Sun Sentinel выразил разочарование по поводу роли Сё Косуги, отметив, что фильм «слишком мало использует его замечательные таланты» и больше «похож на нудный травелог по острову Мальта».